# 吴郡
吴郡是从西汉至唐朝的郡，治所吴县。辖区在今江苏省、浙江省、上海市境。

## 建置沿革

### 西漢
西漢吳郡在漢文帝時已置，詳情已不可得。

### 東漢
漢順帝永建四年（129年），陽羡人周嘉等人因會稽郡轄境廣大，屬縣偏遠，上書求分郡而治。于是分会稽郡钱塘江以西置吴郡，治所在吴县（在今江苏省苏州市市区），属扬州刺史部。
| 县名   | 守尉治所 | 县治所在地             | 备注               |
| 吴县   | 吴郡郡治 | 江苏省苏州市市区内     | 本为吴国。         |
| 海盐县 |          | 浙江省嘉兴市海盐县一带 |                    |
| 乌程县 |          | 浙江省湖州市境内       |                    |
| 余杭县 |          | 浙江省杭州市市区内     |                    |
| 毘陵县 |          | 江苏省常州市市区内     | 春秋时季札所居地。 |
| 丹徒县 |          | 江苏省镇江市境内       |                    |
| 曲阿县 |          | 江苏省镇江市丹阳市境内 |                    |
| 由拳县 |          | 浙江省嘉兴市境內       |                    |
| 安县   |          |                        |                    |
| 富春县 |          | 浙江省杭州市富阳区境内 |                    |
| 阳羡县 |          | 江苏省无锡市宜兴市境内 | 邑。               |
| 无锡县 |          | 江苏省无锡市市区内     | 侯国。             |
| 娄县   |          | 江苏省苏州市昆山市境内 |                    |

### 六朝
吳大帝黃武四年（225年），分富春縣立建德、桐廬、新昌、新城四縣，以此五縣立東安郡。黃武七年（228年），省併東安郡。後併新城縣入桐廬縣。黃龍三年（231年），改由拳縣為嘉興縣。
晉武帝太康元年（280年），改新昌縣為壽昌縣。太康四年（283年），分吳縣之虞鄉立海虞縣。太康中，吳郡領十一縣：吳、嘉興、海鹽、鹽官、錢唐、富春、桐廬、建德、壽昌、海虞、婁。太康十年（289年），封皇子司馬晏為吳王，以丹楊、吳興、吳三郡為國。
晉成帝咸和元年（326年），封司馬岳為吳王。咸和二年（327年），徙封琅邪王司馬昱為會稽王，吳王司馬岳為琅邪王，吳國成為琅邪國的支郡。咸和九年（334年），析桐廬縣復置新城縣。晉孝武帝時，改富春縣為富陽縣。桓玄永始元年（403年），降琅邪王司馬德文為石陽縣開國公，改吳國為吳郡。元兴三年（404年），晉室匡復，改吳郡為吳國。義熙十四年（418年），琅邪王司馬德文即皇帝位，國除，改吳國為吳郡。
宋孝武帝大明七年（463年），改隶南徐州。次年复归扬州。南梁太清三年（549年），侯景叛乱，攻占吴县，改吴郡为吴州。大宝元年（550年）二月，复改吴州为吴郡。陈后主祯明元年（587年），析扬州地置吴州，治吴县，吴郡隶属吴州。

### 隋唐
隋文帝开皇九年（589年），滅陳，廢吳郡，改吳州為蘇州。隋煬帝大業三年（607年），改蘇州为吳郡。吳郡領五縣：吳、崑山、常熟、烏程、長城。
唐高祖武德四年（621年），平李子通，改吳郡為蘇州。唐玄宗天寶元年（742年），改蘇州為吳郡。吳郡領六縣：吳、嘉興、崑山、常熟、長洲、海鹽。唐肃宗乾元元年（758年），復改吳郡為蘇州。

## 重要事件
- 晉成帝咸和九年（334年）四月甲寅，甘露降吳國錢唐縣右鄉康巷之柳樹。[15]
- 晉成帝咸和九年（334年）五月癸酉，白獐見吳國吳縣，內史虞潭獲以獻。[15]
- 晉成帝咸和九年（334年）五月癸酉，白鵝見吳國錢塘縣，內史虞潭以獻。[16]
- 晉成帝咸康七年（341年）十二月，吳國內史王恬上言，木連理生吳縣沙里。[16]
- 晉穆帝永和元年（345年）八月，白獐見吳國吳縣西界包山，獲以獻。[15]
- 晉廢帝太和六年（371年），吳國發大水，稻稼蕩沒，黎庶饑饉。[17]
- 晉孝武帝太元二十一年（396年）五月癸卯，白烏見吳國，獲以獻。[16]
- 晉安帝元興元年（402年），吳郡大飢，人相食，戶口減半。[18]
- 宋武帝永初二年（421年）六月丁酉，白烏見吳郡婁縣，太守孟顗以獻。[19]
- 宋文帝元嘉十一年（434年）六月乙巳，吳郡海鹽王說獲白烏，揚州刺史彭城王劉義康以獻。[19]
- 宋文帝元嘉二十三年（446年），吳郡嘉興鹽官縣野稻自生三十許種，揚州刺史始興王劉濬以聞。[19]
- 宋孝武帝大明二年（458年），白燕產吳郡城內，太守王翼之以獻。[19]

## 人口
- 漢桓帝永壽二年（156年），吳郡有164164戶，700782口。[20]
- 晉武帝太康三年（282年），吳郡有25000戶。[7]
- 宋孝武帝大明八年（464年），吳郡有50488戶，424812口。[6]
- 隋煬帝大業五年（609年），吳郡有18377戶。[13]
- 唐玄宗天寶十三載（754年），吳郡有76421戶，632655口。[14]

## 行政長官

### 吳郡太守（129年—289年）
- 蕭永，或名冰，蘭陵人，東漢時在任。[21]
- 曹鼎，曹休祖父，沛國譙人，東漢時在任。[22]
- 徐參，東漢時在任。[23]
- 陳瑀，下邳淮浦人，漢獻帝永漢元年（189年）除，不之官。[24]
- 朱治，丹楊人，漢獻帝兴平元年（194年）由孫策任命。[25]
- 許貢，漢獻帝建安五年（200年）在任。[25]
- 盛憲，字孝章，漢獻帝時為孫權所害。[26]
- 太史享，字元復，東萊黃人，吳大帝時在任。[27]
- 吳勖，吳郡吳人，吳大帝時在任。[28]
- 賀邵，字興伯，會稽山陰人，吳景帝時出任，孫皓時離任。[29]
- 殷祐，字慶元，吳郡雲陽人，晉武帝時在任。[30]
- 胡沖，汝南固始人，晉武帝時在任。[31]

### 吳國內史（301年—399年）
- 賀循，字彥先，會稽山陰人，晉懷帝永嘉元年（307年）除，不就，後就任。[32]
- 沈充，吳興武康人，西晉時在任。[33]
- 鄧攸，晉元帝太興二年（319年）在任。[34]
- 應詹，字思遠，汝南南頓人，晉元帝時在任。[35]
- 張茂，晉元帝永昌元年（322年）遇害。[9]
- 朱騰，沛郡沛人，東晉時在任。[36]

- 張鎮。[37]

- 庾冰，字季堅，潁川鄢陵人，晉明帝時出任，晉成帝咸和二年（327年）棄官而逃，後還郡。[38][39]
- 蔡謨，字道明，陳留考城人，晉成帝咸和二年（327年）到三年（328年）在任。[39]
- 孔坦，字君平，會稽山陰人，晉成帝咸和三年（328年）出任。[40]
- 顏含，字弘都，琅邪臨沂人，晉成帝時在任。[41]
- 虞潭，字思奧，會稽餘姚人，晉成帝咸康二年（336年）離任。[10]
- 王恬，字敬豫，琅邪臨沂人，晉成帝咸康七年（341年）在任。[16]
- 庾羲，字叔和，潁川鄢陵人，東晉時在任。[42]
- 荀羨，晉穆帝永和五年（349年）離任。[43]
- 庾希，晉哀帝隆和元年（362年）離任。[43]
- 荀蕤，字令遠，潁川臨潁人，東晉時在任。[44]
- 荀羨，字令則，潁川臨潁人，東晉時在任。[44]
- 王薈，字敬文，琅邪臨沂人，東晉時在任。[45]
- 王劭，字敬倫，琅邪臨沂人，東晉時在任。[45]
- 王洽，字敬和，琅邪臨沂人，東晉時在任。[45]
- 庾希，字始彥，潁川鄢陵人，東晉時在任。[38]
- 王侃，琅邪臨沂人，東晉時在任。[46]
- 虞谷，會稽餘姚人，東晉時在任。[46]
- 樂謨，字弘範，南陽淯陽人，東晉時在任。[47]
- 刁彝，字大倫，勃海饒安人，晉孝武帝寧康元年（373年）離任。[48]
- 江灌，字道群，陳留圉人，晉孝武帝時在任。[49]
- 司馬恬，字元愉，譙敬王，河內溫人，晉孝武帝時在任。[50]
- 何澄，字季玄，廬江潛人，晉孝武帝時在任。[51]
- 王珣，字元琳，琅邪臨沂人，晉孝武帝時在任。[45]
- 王默，琅邪臨沂人，東晉時在任。[45]
- 司馬允之，河內溫人，晉安帝隆安初在任。[50]
- 虞嘯父，晉安帝隆安元年（397年）離任。[45]
- 王廞，琅邪臨沂人，晉安帝隆安元年（397年）受王恭之命假。[45]
- 王愷，字茂仁，太原晉陽人，晉安帝隆安元年（397年）出任。[52]
- 桓謙，字敬祖，譙國龍亢人，晉安帝隆安三年（399年）十一月棄官而逃。[12]

### 吳郡太守（399年—400年）
- 陸瑰之，晉安帝隆安三年（399年）由孫恩任命。[53]

### 吳國內史（400年—403年）
- 袁山松，晉安帝隆安五年（401年）五月為孫恩所殺。[12]
- 王謐，字稚遠，琅邪臨沂人，晉安帝隆安五年（401年）出任。[45]

### 吳郡太守（403年—404年）
- 張敞，吳國吳人，晉安帝元兴三年（404年）由劉裕任命，同年改為內史。[54]

### 吳國內史（404年—418年）
- 張敞，吳國吳人，晉安帝元兴三年（404年）由太守改稱。[55]
- 魏詠之，字長道，任城人，晉安帝義熙初在任。[56]
- 顏延之，字延年，琅邪臨沂人，晉安帝義熙初在任。[57]
- 王誕，字茂世，琅邪臨沂人，晉安帝義熙七年（411年）出任。[42]
- 王弘，字休元，琅邪臨沂人，晉安帝義熙十一年（415年）離任。[58]
- 袁湛，字士深，陳郡陽夏人，晉安帝義熙十一年（415年）到十二年（416年）在任。[42]

### 吳郡太守（418年—549年）
- 孟顗，字彥重，平昌安丘人，晉末宋初在任。[59]
- 殷淳，字粹遠，陳郡長平人，宋武帝時在任。[60]
- 江夷，字茂遠，濟陽考城人，宋少帝景平元年（422年）在任。[61]
- 徐佩之，東海郯人，宋文帝元嘉三年（426年）離任。[62]
- 謝述，字景先，陳郡陽夏人，宋文帝時除，以疾不之官。[61]
- 何叔度，廬江灊人，宋文帝元嘉八年（431年）卒官。[59]
- 陸仲元，吳郡吳人，宋文帝時在任。[63]
- 庾登之，字元龍，潁川鄢陵人，宋文帝時在任。[63]
- 丘淵之，字思玄，吳興烏程人，宋文帝時在任。[64]
- 劉式之，字延叔，東莞莒人，宋文帝時在任。[58]
- 劉斌，宋文帝元嘉十七年（431年）伏誅。[65]
- 劉損，字子騫，沛郡蕭人，宋文帝時在任。[66]
- 羊玄保，太山南城人，宋文帝時在任。[67]
- 袁洵，陳郡陽夏人，宋文帝元嘉三十年（453年）離任。[61]
- 王僧達，琅邪臨沂人，宋孝武帝時在任。[68]
- 顧琛，字弘瑋，吳郡吳人，宋孝武帝孝建元年（454年）出任，大明元年（457年）免官。[64]
- 王翼之，宋孝武帝大明二年（458年）在任。[19]
- 王曇生，宋孝武帝大明三年（459年）在任。[64]
- 劉子鸞，字孝羽，襄陽王，彭城人，宋孝武帝大明四年（460年）到五年（461年）在任。[69]
- 劉子仁，字孝和，永嘉王，彭城人，宋孝武帝大明五年（461年）到六年（462年）在任。[69]
- 謝莊，字希逸，陳郡陽夏人，宋孝武帝大明六年（462年）除，不之官。[70]
- 顧覬之，字偉仁，吳郡吳人，宋孝武帝大明八年（464年）離任。[64]
- 蔡興宗，濟陽考城人，宋前廢帝大明八年（464年）除，不之官。[71]
- 顧琛，字弘瑋，吳郡吳人，宋前廢帝大明八年（464年）出任，宋明帝泰始二年（466年）正月舉兵反。[72][64]
- 張永，字景雲，吳郡吳人，宋明帝泰始二年（466年）在任。[63]
- 顧覬之，字偉仁，吳郡吳人，宋明帝泰始二年（466年）十月離任。[72][64]
- 王琨，宋明帝泰始四年（468年）七月離任。[72]
- 褚淵，字彥回，河南陽翟人，宋明帝時在任。[73]
- 王琨，琅邪臨沂人，宋明帝時在任。[74]
- 王延之，字希季，琅邪臨沂人，宋明帝時在任。[74]
- 王僧虔，琅邪臨沂人，宋明帝時在任。[75]
- 張永，字景雲，吳郡吳人，宋後廢帝泰豫元年（472年）到元徽二年（474年）在任。[63]
- 張緒，字思曼，吳郡吳人，宋後廢帝時在任。[75]
- 劉遐，字彥道，彭城人，宋順帝昇明元年（477年）十二月據郡反，伏誅。[76]
- 張沖，宋順帝昇明元年（477年）出任。[77]
- 何戢，字慧景，廬江灊人，宋順帝時在任。[74]
- 柳世隆，字彥緒，河東解人，宋順帝昇明二年（478年）出任，齊高帝建元元年（479年）四月離任。[77][78]
- 張岱，字景山，吳郡吳人，齊高帝建元元年（479年）出任，二年（480年）三月離任。[78][74]
- 褚澄，字彥道，河南陽翟人，齊高帝時在任。[73]
- 蕭緬，字景業，蘭陵人，齊武帝永明元年（483年）九月離任。[79]
- 沈文季，字仲達，吳興武康人，齊武帝永明元年（483年）出任。[80]
- 王慈，字伯寶，琅邪臨沂人，齊武帝時在任。[81]
- 江效，齊武帝永明七年（489年）在任。[82]
- 蕭子貞，字雲松，邵陵王，蘭陵人，齊武帝永明十年（492年）到十一年（493年）在任。[83]
- 張瑰，字祖逸，吳郡吳人，齊明帝永泰元年（498年）棄郡逃民閒。[77]
- 蕭子恪，字景沖，蘭陵人，齊明帝永泰元年（498年）在任。[84]
- 蕭子操，蘭陵人，齊明帝永泰元年（498年）出任。[84]
- 蔡夤，齊和帝中興元年（501年）棄郡投奔蕭衍。[85]
- 王份，字季文，琅邪臨沂人，梁武帝天監中在任。[86]
- 張充，字延符，吳郡吳人，梁武帝天監中在任。[86]
- 袁昂，字千里，陳郡陽夏人，梁武帝天監八年（509年）到十一年（512年）在任。[87]
- 王暕，字思晦，琅邪臨沂人，梁武帝普通三年（522年）離任。[88]
- 蔡撙，字景節，濟陽考城人，梁武帝普通三年（522年）出任，四年（523年）卒官。[86]
- 何敬容，字國禮，廬江人，梁武帝普通四年（523年）到大通二年（528年）在任。[89]
- 蕭子恪，字景沖，蘭陵人，梁武帝大通二年（528年）出任，三年（529年）卒于郡舍。[90]
- 王規，字威明，琅邪臨沂人，梁武帝中大通二年（531年）出任。[91]
- 蕭正德，字公和，臨賀王，蘭陵人，梁武帝中大通四年（533年）出任。[92]
- 謝舉，字言揚，陳郡陽夏人，梁武帝大同三年（537年）到五年（539年）在任。[89][88]
- 臧盾，字宣卿，東莞莒人，梁武帝大同五年（539年）到七年（541年）在任。[93]
- 蕭推，字智進，蘭陵人，梁武帝太清中在任。[94]
- 袁君正，陳郡陽夏人，梁武帝太清三年（549年）降于侯景。[87][95]

### 吳郡太守（550年—588年）
- 蕭大臨，字仁宣，南海王，蘭陵人，梁簡文帝大寶元年（550年）出任，二年（551年）遇害于郡。[96]
- 張彪，梁元帝承聖元年（552年）在任。[97]
- 裴忌，字無畏，河東聞喜人，梁敬帝紹泰二年（556年）到陳武帝永定元年（557年）在任。[98][99]
- 沈君理，字仲倫，吳興武康人，陳武帝永定元年（557年）到三年（559年）在任。[100]
- 徐度，字孝節，安陸人，陳文帝永定三年（559年）出任。[101]
- 孫瑒，字德璉，吳郡吳人，陳文帝天嘉二年（561年）十二月離任。[102]
- 陳伯山，字靜之，鄱陽王，吳興長城人，陳文帝天嘉六年（565年）十二月離任。[102]
- 陳伯恭，字肅之，晉安王，吳興長城人，陳文帝天康元年（566年）到陳宣帝太建元年（569年）七月在任。[103][104]
- 陳叔堅，字子成，長沙王，吳興長城人，陳宣帝太建元年（569年）到四年（572年）正月在任。[103][104]
- 袁憲，字德章，陳郡陽夏人，陳宣帝太建六年（574年）除，以父任固辭不拜。[105]
- 陳伯智，字策之，永陽王，吳興長城人，陳宣帝時在任。[106]

### 吳郡太守（742年—758年）
- 劉微，字可大，河南人，唐玄宗時在任。[107]
- 張願，唐玄宗時在任。[108]
- 畢抗，東平人，唐玄宗時在任。[109]
- 郑长裕（743年）
- 林洋（750年）
- 趙居貞，唐玄宗天寶十載（751年）在任。[110]
- 岑轲（天宝年间）
- 萧谊（天宝年间）
- 封某（天宝年间）
- 韋陟，字殷卿，京兆萬年人，唐肅宗至德元載（756年）除，未之郡。[111]
- 崔巽（756年）
- 李希言（756年—758年）[112]

## 國主

### 西晉吳國（289年—300年，301年—310年代）
| 吳國（289年—300年，301年—310年代） |      |      |        |             |          |
| 以丹楊、吳興、吳三郡為國           |      |      |        |             |          |
| 代數                               | 封爵 | 謚   | 姓名   | 在位時間    | 備註     |
| 1                                  | 吳王 | 孝王 | 司馬晏 | 289年—300年 | 晋武帝子 |
| 徙封宾徒縣王，後復                 |      |      |        |             |          |
| 1                                  | 吳王 | 孝王 | 司馬晏 | 301年—311年 | 晋武帝子 |
| 沒於劉聰，國絕                     |      |      |        |             |          |

### 東晉吳國（326年—403年，404年—418年）
| 吳國（326年—403年，404年—418年）       |        |             |          |             |          |
| 代數                                   | 封爵   | 謚          | 姓名     | 在位時間    | 備註     |
| 1                                      | 吳王   |             | 司馬岳   | 326年—327年 | 司马绍子 |
| 1                                      | 琅邪王 | 327年—342年 | 司馬岳   |             | 司马绍子 |
| 2                                      | 琅邪王 |             | 司馬丕   | 342年—361年 | 司馬衍子 |
| 3                                      | 琅邪王 |             | 司馬奕   | 361年—365年 | 司馬衍子 |
| 4                                      | 琅邪王 |             | 司馬昱   | 365年—371年 | 司馬睿子 |
| 5                                      | 琅邪王 |             | 司馬道子 | 372年—392年 | 司馬昱子 |
| 6                                      | 琅邪王 |             | 司馬德文 | 392年—403年 | 司馬曜子 |
| 楚受禪，降封石陽縣開國公；晉匡復，復爵 |        |             |          |             |          |
| 6                                      | 琅邪王 |             | 司馬德文 | 404年—418年 | 司馬曜子 |
| 即皇帝位，國除                         |        |             |          |             |          |

### 南朝陳吳國（588年—589年）
| 吳國（588年—589年） |        |    |      |             |              |
| 代數                | 封爵   | 謚 | 姓名 | 在位時間    | 備註         |
| 1                   | 吳郡王 |    | 陳蕃 | 588年—589年 | 陳後主第十子 |

## 徵引文獻及註释
1. ↑  《漢書·灌嬰傳》：渡江，破吳郡長吳下，得吳守，遂定吳、豫章、會稽郡。
2. ↑  《漢書·高帝紀》：以故東陽郡、鄣郡、吳郡五十三縣立劉賈為荊王。
3. ↑  《漢書·五行志》：文帝十二年，……是時，吳王濞封有四郡五十餘城。
4. ↑  《漢書·伍被傳》、《資治通鑑》卷19：「夫吳王王四郡，國富民眾，計成謀定，舉兵而西。」胡三省注：「四郡，東陽郡、彰郡、吳郡、豫章郡。」
5. ↑  水經注卷40：永建中，陽羨周嘉上書，以縣遠，赴會至難，求得分置，遂以浙江西爲吳，以東爲會稽。
6. 1 2 3 4  《宋書 卷三十五 志第二十五》
7. 1 2  《晉書 卷十五 志第五 地理下》
8. 1 2  《晉書 卷六十四 列傳第三十四》
9. 1 2  《晉書 卷六 帝紀第六》
10. 1 2  《晉書 卷七 帝紀第七》
11. 1 2  《宋書 卷三十二 志第二十二 五行三》：“初，康帝为吴王，于时虽改封琅邪，而犹食吴郡为邑。”
12. 1 2 3  《晉書 卷十 帝紀第十》
13. 1 2  《隋書 卷三十一 志第二十六》
14. 1 2  《舊唐書 卷四十 志第二十》
15. 1 2 3  《宋書 卷二十八 志第十八》
16. 1 2 3 4  《宋書 卷二十九 志第十九》
17. ↑  《宋書 卷三十三 志第二十三》
18. ↑  《宋書 卷二十五 志第十五》
19. 1 2 3 4 5  《宋書 卷二十九 志第十九》
20. ↑  《後漢書 志第二十二 郡國四》
21. ↑  《南齊書 卷一 本紀第一》
22. ↑  《三國志 卷九 魏書九 諸夏侯曹傳第九》裴註引《魏書》
23. ↑  《後漢書 卷六十七 黨錮列傳第五十七》
24. ↑  《後漢書 卷五十六 張王种陳列傳第四十六》
25. 1 2  《三國志 卷四十六 吳書一 孫破虜討逆傳弟一》
26. ↑  《三國志 卷五十一 吳書六 宗室傳第六》
27. ↑  《三國志 卷四十九 吳書四 劉繇太史慈士燮傳第四》裴註引《吳書》
28. ↑  《三國志 卷五十 吳書五 妃嬪傳第五》裴註引《會稽典錄》
29. ↑  《三國志 卷六十五 吳書二十 王樓賀韋華傳第二十》
30. ↑  《三國志 卷五十二 吳書七 張顧諸葛步傳第七》裴註引殷禮子基《通語》
31. ↑  《三國志 卷六十二 吳書十七 是儀胡綜傳第十七》裴註引《吳錄》
32. ↑  《晉書 卷六十八 列傳第三十八》
33. ↑  《宋書 卷六十三 列傳第二十三》
34. ↑  《晉書 卷二十六 志第十六》
35. ↑  《晉書 卷七十 列傳第四十》
36. ↑  《宋書 卷四十八 列傳第八》
37. ↑  《汉魏南北朝墓志汇编》:「誌陽」晉故散騎常侍建」威將軍蒼梧吳二」郡太守奉車都尉」興道縣德侯吳國」吳張鎮字義遠之」郭夫人，晉始安太」守嘉興徐庸之姊。」
38. 1 2  《晉書 卷七十三 列傳第四十三》
39. 1 2  《晉書 卷七十七 列傳第四十七》
40. ↑  《晉書 卷七十八 列傳第四十八》
41. ↑  《晉書 卷八十八 列傳第五十八》
42. 1 2 3  《宋書 卷五十二 列傳第十二》
43. 1 2  《晉書 卷八 帝紀第八》
44. 1 2  《晉書 卷七十五 列傳第四十五》
45. 1 2 3 4 5 6 7 8  《晉書 卷六十五 列傳第三十五》
46. 1 2  《晉書 卷七十六 列傳第四十六》
47. ↑  《晉書 卷四十三 列傳第十三》
48. ↑  《晉書 卷九 帝紀第九》
49. ↑  《晉書 卷八十三 列傳第五十三》
50. 1 2  《晉書 卷三十七 列傳第七》
51. ↑  《晉書 卷九十三 列傳第六十三》
52. ↑  《晉書 卷七十五 列傳第四十五》
53. ↑  《宋書 卷一百 列傳第六十》
54. ↑  《宋書 卷四十六 列傳第六》
55. ↑  《宋書 卷五十三 列傳第十三》
56. ↑  《晉書 卷八十五 列傳第五十五》
57. ↑  《宋書 卷七十三 列傳第三十三》
58. 1 2  《宋書 卷四十二 列傳第二》
59. 1 2  《宋書 卷六十六 列傳第二十六》
60. ↑  《宋書 卷五十九 列傳第十九》
61. 1 2 3  《宋書 卷五十二 列傳第十二》
62. ↑  《宋書 卷五 本紀第五》
63. 1 2 3 4  《宋書 卷五十三 列傳第十三》
64. 1 2 3 4 5 6  《宋書 卷八十一 列傳第四十一》
65. ↑  《宋書 卷七十七 列傳第三十七》
66. ↑  《宋書 卷四十五 列傳第五》
67. ↑  《宋書 卷五十四 列傳第十四》
68. ↑  《宋書 卷七十五 列傳第三十五》
69. 1 2  《宋書 卷八十 列傳第四十》
70. ↑  《宋書 卷八十五 列傳第四十五》
71. ↑  《宋書 卷五十七 列傳第十七》
72. 1 2 3  《宋書 卷八 本紀第八》
73. 1 2  《南齊書 卷二十三 列傳第四》
74. 1 2 3 4  《南齊書 卷三十二 列傳第十三》
75. 1 2  《南齊書 卷三十三 列傳第十四》
76. ↑  《宋書 卷十 本紀第十》
77. 1 2 3  《南齊書 卷二十四 列傳第五》
78. 1 2  《南齊書 卷二 本紀第二》
79. ↑  《南齊書 卷三 本紀第三》
80. ↑  《南齊書 卷四十四 列傳第二十五》
81. ↑  《南齊書 卷四十六 列傳第二十七》
82. ↑  《南齊書 卷十八 志第十》
83. ↑  《南齊書 卷四十 列傳第二十一》
84. 1 2  《南齊書 卷二十二 列傳第三》
85. ↑  《梁書 卷一 本紀第一》
86. 1 2 3  《梁書 卷二十一 列傳第十五》
87. 1 2  《梁書 卷三十一 列傳第二十五》
88. 1 2  《梁書 卷三 本紀第三》
89. 1 2  《梁書 卷三十七 列傳第三十一》
90. ↑  《梁書 卷三十五 列傳第二十九》
91. ↑  《梁書 卷四十一 列傳第三十五》
92. ↑  《梁書 卷五十五 列傳第四十九》
93. ↑  《梁書 卷四十二 列傳第三十六》
94. ↑  《梁書 卷二十二 列傳第十六》
95. ↑  《梁書 卷五十六 列傳第五十》
96. ↑  《梁書 卷四十四 列傳第三十八》
97. ↑  《梁書 卷四十五 列傳第三十九》
98. ↑  《陳書 卷一 本紀第一》
99. ↑  《陳書 卷二十五 列傳第十九》
100. ↑  《陳書 卷二十三 列傳第十七》
101. ↑  《陳書 卷十二 列傳第六》
102. 1 2  《陳書 卷三 本紀第三》
103. 1 2  《陳書 卷五 本紀第五》
104. 1 2  《陳書 卷二十八 列傳第二十二》
105. ↑  《陳書 卷二十四 列傳第十八》
106. ↑  《陳書 卷三十三 列傳第二十七》
107. ↑  《新唐書 卷七十一 表第十一》
108. ↑  《新唐書 卷七十二 表第十二》
109. ↑  《新唐書 卷七十五 表第十五》
110. ↑  《舊唐書 卷二十四 志第四》
111. ↑  《舊唐書 卷九十二 列傳第四十二》
112. ↑  《唐刺史考全编》